# Zothique
Zothique is een fictieve wereld uit de reeks korte fantasyverhalen van Clark Ashton Smith. Het eerste verhaal Empire of the Necromancers werd gepubliceerd in het magazine Weird Tales in september 1932. Het zestiende en laatste verhaal Morthylla werd gepubliceerd in Weird Tales in mei 1953.
De Zothique verhalenreeks gaat over het continent Zothique, het laatste bewoonbare continent op Aarde in een verre toekomst. Zothique omvat het Midden-Oosten, Arabië, India, noordoostelijk Afrika en een deel van de Indonesische eilanden. De bewoners zijn teruggevallen tot het beschavingsniveau van voor onze jaartelling.

## Zothique verhalen
- Het eiland der folteraars (The Isle of the Torturers)
- Het grafgebroed (The Tomb Spawn)
- De hekserij van Ulua (The Witchcraft of Ulua)
- De tuin van Adompha (The Garden of Adompha)
- de gebieder der krabben (The Master of Crabs)
- Morthylla (Morthylla)
- The Black Abbot of Puthuum
- The Charnel God
- The Dark Eidolon
- The Death of Ilalotha
- Empire of the Necromancers
- The Last Hieroglyph
- Necromancy in Naat
- The Voyage of King Euvoran
- The Weaver in the Vault
- Xeethra